# Chapelle Saint-Théodoric de Châteauneuf-du-Pape
La chapelle Saint-Théodoric de Châteauneuf-du-Pape est situé à Châteauneuf-du-Pape, dans le Vaucluse. La chapelle possède des vestiges de peintures devant remonter au XIIe siècle dans son abside.

## Histoire
La chapelle Saint-Théodoric date du XIe siècle. Elle est la propriété de la commune et sert de lieu d'expositions.

## Protection
L'église est classée au titre des monuments historiques depuis le 28 décembre 1984